# Pierre Riboulet
Pour les articles homonymes, voir Riboulet.
Pierre Riboulet, né le 20 juillet 1928 à Sèvres et mort le 21 octobre 2003 à Boulogne-Billancourt, est un architecte et urbaniste français.

## Biographie
Fils d'ouvrier, Pierre Riboulet naît dans une famille assez modeste, dans la banlieue parisienne.
Du côté maternel, les origines sont floues, voire inconnues, puisque ni sa mère ni sa grand-mère ne connurent leur père. Du côté paternel, les racines sont en revanche bien connues. Il s'agit d'une famille de paysans de la Creuse, de la région de Saint-Avit-de-Tardes. Le grand-père était maçon de la Creuse. À l'âge de 17 ans, son père quitte « le pays » et les conditions de vie extrêmement difficiles des paysans creusois. Accueilli par la « diaspora » limousine de Paris, il devient peintre en bâtiment.
Pierre Riboulet grandit dans des conditions matérielles assez précaires, ce qui influencera beaucoup son œuvre : faire beau et fonctionnel avec peu.

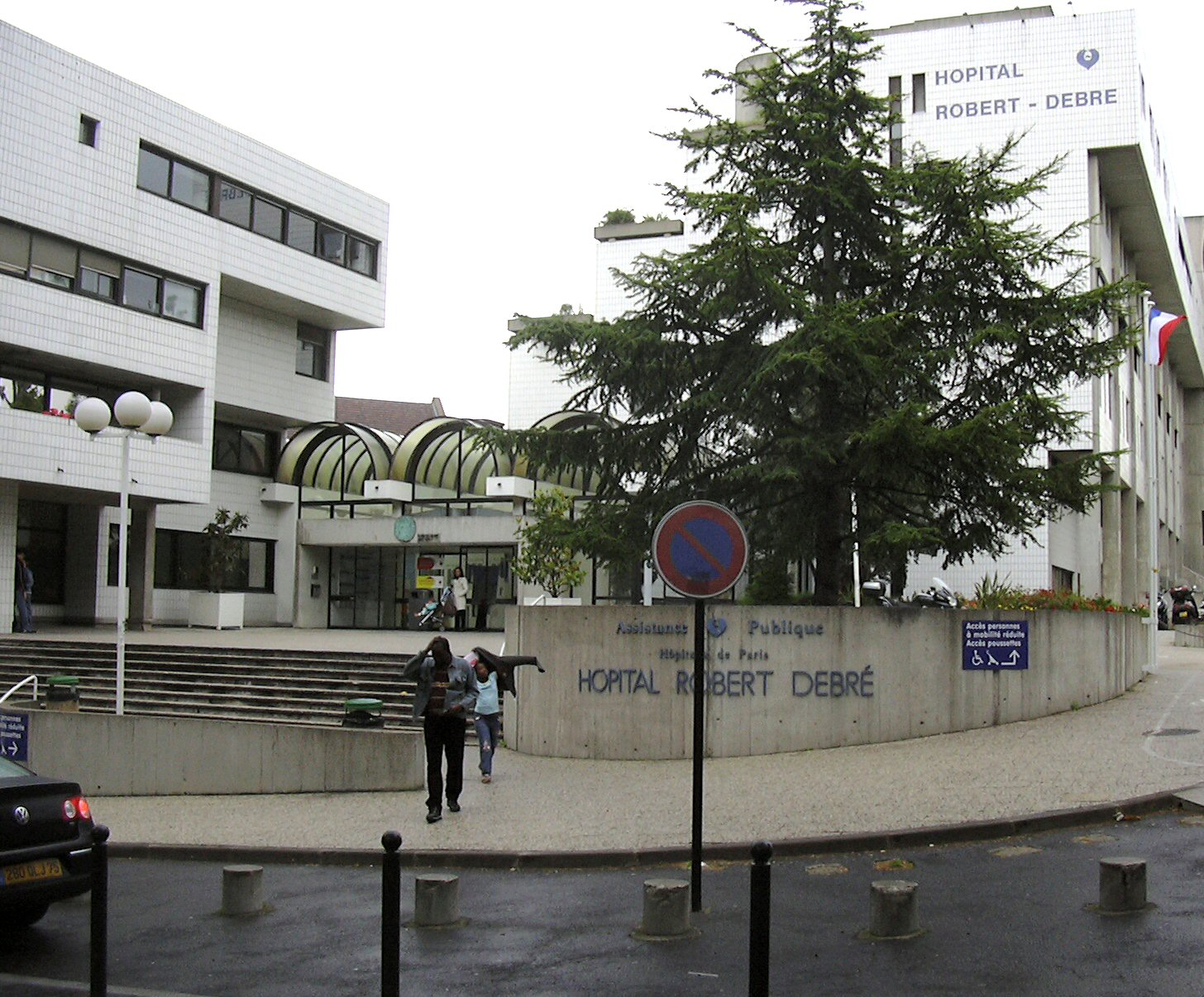
Hôpital Robert-Debré de Paris.

Diplômé en 1952 à l’école nationale supérieure des beaux-arts, Pierre Riboulet œuvre d'abord au sein d'un atelier associatif, fondé en novembre 1958 avec le limousin Jean Renaudie (1925–1981), ainsi qu'avec Gérard Thurnauer (1926–2014) et Jean-Louis Véret (1927-2011), atelier connu sous le nom d'Atelier de Montrouge (ATM), et dont la qualité de la production est saluée par le grand prix national de l'architecture en 1981.
À partir de 1979, Pierre Riboulet entreprend une carrière indépendante dont l’hôpital pour enfants Robert-Debré à Paris est, parmi ses œuvres, l’une des plus remarquables. Il assure en parallèle un enseignement de composition urbaine à l'École nationale des ponts et chaussées (1979–1997).
Sa production comporte de grandes commandes publiques dont une trentaine d’hôpitaux, des bibliothèques ou équipements d’enseignement. Ses réalisations s’illustrent par l’attention portée aux sites et aux programmes, au bien-être des usagers et à la composition.
En marge de ces projets, il mène également une activité d’urbaniste, se chargeant souvent d’études de grande ampleur (telle que la Plaine Saint-Denis, 1990-1994, au sein d’Hippodamos 93).
Il est invité d'honneur de l’Oulipo en 1996.

### Famille
Pierre Riboulet est le père de l'écrivain Mathieu Riboulet.

## Œuvre

### Principales réalisations

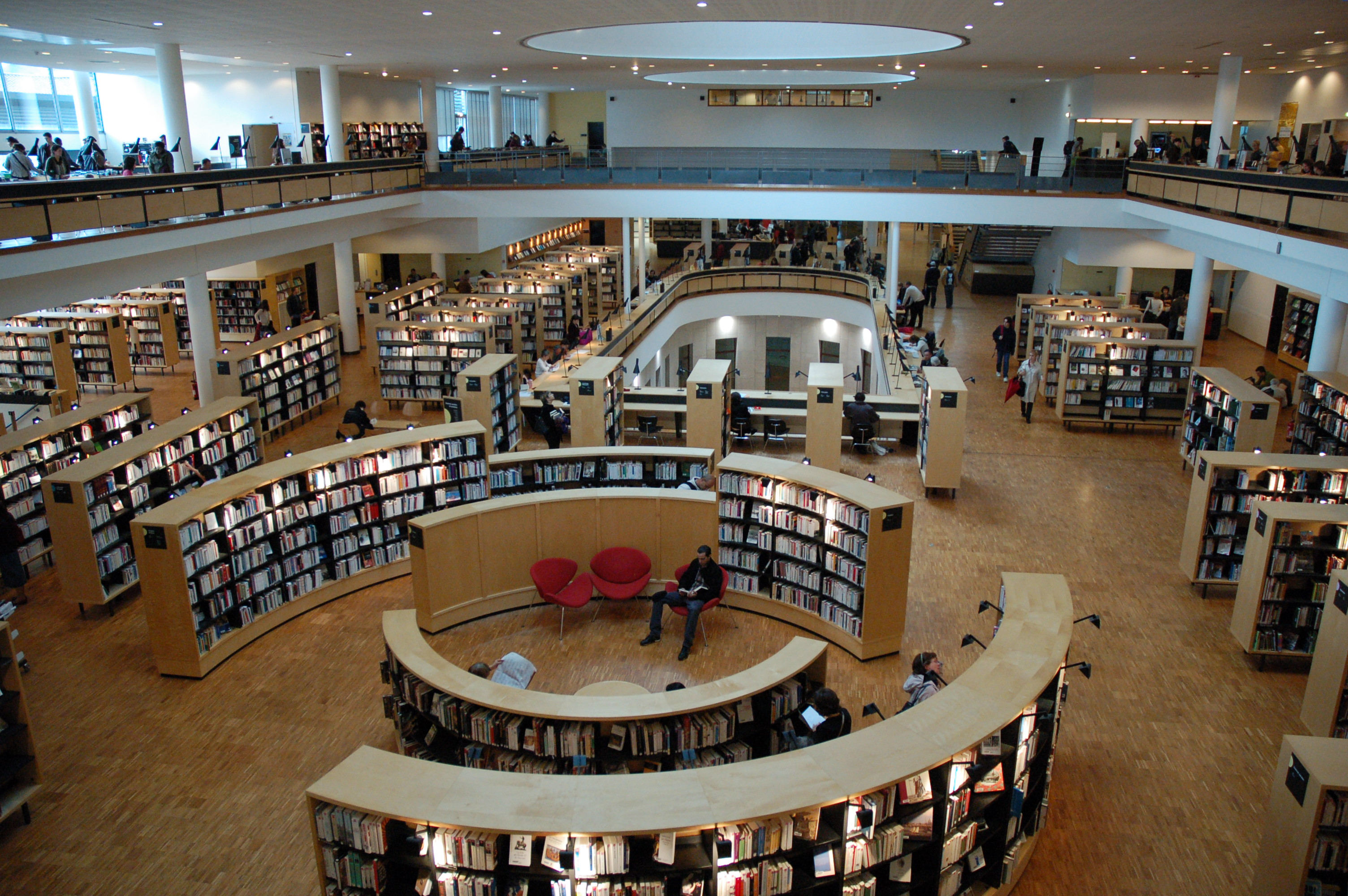
Médiathèque de Limoges.

- 1963-1967 : deux tours d'habitation (Logements d'Électricité de France) à Ivry-sur-Seine[4]
- 1980-1988 : hôpital pour enfants Robert-Debré à Paris 19e
- 1984-1987 : conservatoire de musique et de danse à Évry
- 1988-1994 : ensemble d’habitation rue Balard à Paris 15e
- 1988-1996 : bâtiment Tête, hôpital Pitié-Salpêtrière (bâtiment Babinski), Paris 13e
- 1989-1991 : institut français d’urbanisme à Marne-la-Vallée
- 1989-1994 : logements, bureaux, centre commercial L'Espace du Palais à Rouen
- 1991-1997 : bibliothèque de l'université de Paris VIII à Saint-Denis
- 1993-1998 : bibliothèque francophone multimédia de Limoges
- 1995-2001 : hôpital de la Mère et de l’Enfant Paule-de-Viguier, CHU de Purpan à Toulouse
- 1996-1999 : bibliothèque centrale de l'université de Cergy-Pontoise à Cergy
- 1997-en cours : reconstruction de la cité Chantilly à Saint-Denis avec D. Chpakovski, S. Clavé, Fl. Crépu, F. Duhoux, B. Huerre, F. Keller, M. Nouvel, B. Rollet et S. Salles architectes
- 1997-2003 : lycée Le Corbusier à Aubervilliers
- 1997-2004 : bibliothèque de l’université Le Mirail à Toulouse
- 1998-2001 : faculté des sciences économiques de l’université Paris XII à Créteil
- 2000-en cours : reconstruction de la Cité Double couronne à Saint-Denis avec J-B Bethgnies, S. Cléret, F. Crépu, F. Keller, S. Leclair et M. Nouvel architectes
- 2000-2006 : bibliothèque d’Antibes Juan-les-Pins, avec Bruno Huerre
- 2002-2007 : bibliothèque-auditorium de Viroflay, avec Bruno Huerre

### Écrits
- Naissance d’un hôpital. Journal de travail, préface de François Chaslin, éd. de l’Imprimeur, 1994  (ISBN 2-910735-01-X) ; rééd. Verdier, 2010  (ISBN 978-2-86432-607-6)
- Onze Leçons sur la composition urbaine, Presses de l'École nationale des ponts et chaussées, 1998  (ISBN 2-85978-293-1)
- Écrits et Propos, éd. du Linteau, 2003  (ISBN 2-910342-34-4)
- Un parcours moderne, éd. du Linteau, 2004  (ISBN 2-910342-39-5)

### Documentaires
- Saint-Denis vu par Pierre Riboulet, série documentaire « Promenades d’architecte » de Catherine Terzieff, 2003
- Naissance d’un hôpital de Jean-Louis Comolli (d’après le livre de Pierre Riboulet), 1991